# Крумбах (Форарльберг)
Крумбах (нем. Krumbach) — коммуна (нем. Gemeinde) в Австрии, в федеральной земле Форарльберг.
Входит в состав округа Брегенц. Площадь общины составляет 8,71 км², население — 1066 человек (1 января 2021), плотность населения — 119 чел./км². Официальный код — 80221.

## Население
| Год  | Численность |
| ---- | ----------- |
| 1869 | 1009        |
| 1889 | 944         |
| 1890 | 888         |
| 1900 | 792         |
| 1910 | 755         |
| 1923 | 708         |
| 1934 | 737         |
| 1939 | 651         |
| 1951 | 771         |
| 1961 | 759         |
| 1971 | 778         |
| 1981 | 836         |
| 1991 | 913         |
| 2001 | 933         |
| 2011 | 990         |
| 2021 | 1066        |

## Политическая ситуация
Бургомистр коммуны — Арнольд Хиршбюль по результатам выборов 2005 года.
Совет представителей коммуны (нем. Gemeinderat) состоит из 12 мест.